# Alfred-Döblin-Preis
Der Alfred-Döblin-Preis ist ein nach Alfred Döblin benannter Literaturpreis für unveröffentlichte Prosa, der 1979 von Günter Grass gestiftet wurde. Das Literarische Colloquium Berlin und die Akademie der Künste (Berlin) richten den Literaturwettbewerb alle zwei Jahre aus. Der Preis war im Lauf seiner Geschichte mit unterschiedlichen Summen dotiert; aktuell (Stand 2025) beträgt die Preissumme 15.000 Euro.
Seit 2007 wird der Preisträger durch ein „Wettlesen“ bestimmt. Die Nominierten werden ins Literarische Colloquium Berlin eingeladen, wo sie ihre Texte vortragen und zur Diskussion stellen. Die Lesungen der Nominierten werden – ebenfalls seit 2007 – mitgeschnitten und bei Literaturport als Hörprobe veröffentlicht. Der Preisträger wird direkt im Anschluss an die Lesungen von der Jury bestimmt; die Preisverleihung findet traditionell am nächsten Tag in der Akademie der Künste statt.

## Preisträger
- 1979: Gerold Späth
- 1980: Klaus Hoffer
- 1982: Gert Hofmann
- 1983: Gerhard Roth
- 1985: Stefan Schütz
- 1987: Libuše Moníková
- 1989: Einar Schleef, Edgar Hilsenrath
- 1991: Peter Kurzeck, Förderpreis an Norbert Bleisch
- 1993: Reinhard Jirgl, Förderpreis an Andreas Neumeister
- 1995: Katja Lange-Müller, Förderpreis an Ingo Schulze
- 1997: Ingomar von Kieseritzky, Michael Wildenhain
- 1999: Norbert Gstrein
- 2001: Josef Winkler, Förderpreis an Heike Geißler
- 2003: Kathrin Groß-Striffler
- 2005: Jan Faktor
- 2007: Michael Kumpfmüller
- 2009: Eugen Ruge
- 2011: Jan Peter Bremer
- 2013: Saša Stanišić
- 2015: Natascha Wodin
- 2017: María Cecilia Barbetta[1]
- 2019: Ulrich Woelk
- 2021: Deniz Utlu[2]
- 2023: Jan Kuhlbrodt[3]
- 2025: Sophia Merwald[4]